# Alsény Keita
Alsény Keita   (Conakry, 26 de juny de 1983) és un exfutbolista de Libèria, nascut a Guinea, de la dècada de 2000.
Jugà a les categories inferiors i a la selecció olímpica de Guinea. Posteriorment fou internacional amb la selecció de futbol de Libèria.
Pel que fa a clubs, destacà a Horoya AC, FUS Rabat i FC Luzern.